# Fully Loaded (2000)
Fully Loaded (2000) — третье по счёту шоу Fully Loaded, PPV-шоу производства американского рестлинг-промоушна World Wrestling Federation (WWF, ныне WWE). Шоу прошло 23 июля 2000 года на «Реюнион-арене» в Далласе, Техас, США. В 2001 году это событие было заменено на Invasion, которое в свою очередь было заменено Vengeance в 2002 году.
Главным событием стал стандартный матч за звание чемпиона WWF. Скала защищал титул против Криса Бенуа. По условиям матча, если Скала будет дисквалифицирован, он потеряет титул. Он был дисквалифицирован, и в результате Бенуа выиграл титул. Однако распорядитель WWF Мик Фоли перезапустил матч. Рок победил Бенуа и сохранил титул.

## Результаты
| №                                       | Матч                                                                                          | Тип матча                                                                               | Время |
| --------------------------------------- | --------------------------------------------------------------------------------------------- | --------------------------------------------------------------------------------------- | ----- |
| 1                                       | «Братья Харди» (Джефф Харди и Мэтт Харди) и Лита победили T&A (Альберт и Тест) и Триш Стратус | Смешанный командный матч                                                                | 13:12 |
| 2                                       | Тэзз победил Эла Сноу (с Головой)                                                             | Одиночный матч                                                                          | 5:20  |
| 3                                       | Перри Сатурн (с Терри) победил Эдди Герреро (c) (с Чайной)                                    | Одиночный матч за титул чемпиона Европы WWE                                             | 8:10  |
| 4                                       | APA (Брэдшоу и Фаарук) победили Эджа и Кристиана (c) по дисквалификации                       | Командный матч за командное чемпионство WWF                                             | 5:29  |
| 5                                       | Вэл Венис (c) (с Триш Стратус) победил Рикиши                                                 | Матч в стальной клетке за титул интерконтинентального чемпиона WWF                      | 14:10 |
| 6                                       | Гробовщик победил Курта Энгла                                                                 | Одиночный матч                                                                          | 7:34  |
| 7                                       | Трипл Эйч (со Стефани Макмэн-Хелмсли) победил Криса Джерико                                   | Матч «Последний живой»                                                                  | 23:11 |
| 8                                       | Скала (c) победил Криса Бенуа (с Шейном Макмэном)                                             | Одиночный матч титулчемпиона WWF, если Скала будет дисквалифицирован, он потеряет титул | 22:09 |
| (с) — означает чемпиона на начало матча |                                                                                               |                                                                                         |       |